# Championnat de Papouasie-Nouvelle-Guinée de football 2008-2009
Navigation
Édition précédente Édition suivante
La saison 2008-2009 du Championnat de Papouasie-Nouvelle-Guinée de football est la troisième édition de la National Soccer League, le championnat semi-professionnel de première division en Papouasie-Nouvelle-Guinée. 
Huit formations participent à la compétition, qui se déroule en deux phases :
- lors de la phase régulière, les équipes se rencontrent à deux reprises, à domicile et à l'extérieur.
- les quatre premiers à l'issue de la phase régulière disputent une phase finale, jouée sous forme de matchs à élimination directe pour déterminer le champion.

C'est le PRK Hekari South United, double tenant du titre, qui remporte à nouveau la compétition cette saison. C'est le troisième titre de champion de Papouasie-Nouvelle-Guinée de l'histoire du club.

## Les clubs participants
- PRK Hekari South United
- Sepik FC
- Gigira Laitepo Morobe FC
- Eastern Stars FC
- CMSS Rapatona Tigers FC
- Welgris Highlanders FC
- University-Inter FC
- Nabasa United FC

## Compétition
Le classement est établi sur le barème de points suivant : victoire à 3 points, match nul à 1, défaite à 0.

### Phase régulière
| Rang | Équipe                   | Pts | J  | G  | N | P  | Bp | Bc | Diff |  | Résultats (▼ dom., ► ext.) | Hek | Uni | Wel | Rap | Eas | Gig | Sep | Nab |
| ---- | ------------------------ | --- | -- | -- | - | -- | -- | -- | ---- |  | -------------------------- | --- | --- | --- | --- | --- | --- | --- | --- |
| 1    | PRK Hekari South UnitedT | 37  | 14 | 12 | 1 | 1  | 32 | 7  | +25  |  | PRK Hekari South UnitedT   |     | 1-1 | 1-0 | 2-1 | 2-0 | 1-0 | 2-0 | 6-2 |
| 2    | University-Inter FC      | 28  | 14 | 8  | 4 | 2  | 31 | 13 | +18  |  | University-Inter FC        | 0-3 |     | 0-2 | 2-1 | 1-1 | 1-0 | 5-1 | 2-1 |
| 3    | Welgris Highlanders FC   | 23  | 14 | 7  | 2 | 5  | 24 | 16 | +8   |  | Welgris Highlanders FC     | 2-1 | 1-1 |     | 1-2 | 3-2 | 1-2 | 2-1 | 3-2 |
| 4    | CMSS Rapatona Tigers FC  | 22  | 14 | 7  | 1 | 6  | 20 | 19 | +1   |  | CMSS Rapatona Tigers FC    | 1-3 | 0-2 | 2-1 |     | 0-0 | 2-1 | 0-1 | 4-1 |
| 5    | Eastern Stars FC         | 21  | 14 | 6  | 3 | 5  | 19 | 24 | -5   |  | Eastern Stars FC           | 0-3 | 1-1 | 0-4 | 3-1 |     | 2-1 | 2-0 | 3-2 |
| 6    | Gigira Laitepo Morobe FC | 15  | 14 | 4  | 3 | 7  | 15 | 17 | -2   |  | Gigira Laitepo Morobe FC   | 0-2 | 0-2 | 1-1 | 1-2 | 3-0 |     | 4-2 | 0-0 |
| 7    | Sepik FC                 | 9   | 14 | 3  | 0 | 11 | 16 | 34 | -18  |  | Sepik FC                   | 0-2 | 1-5 | 0-3 | 0-1 | 3-4 | 1-2 |     | 3-2 |
| 8    | Nabasa United FC         | 5   | 14 | 1  | 2 | 11 | 12 | 39 | -27  |  | Nabasa United FC           | 0-3 | 0-8 | 1-0 | 1-3 | 0-1 | 0-0 | 0-3 |     |

|  | Qualification pour la phase finale |
|  | T : Tenant du titre                |

### Phase finale
|  | Demi-finales               | Demi-finales               | Demi-finales               | Demi-finales               |                               |  | Finale                     | Finale                     | Finale                     | Finale                     |
|  |                            |                            |                            |                            |                               |  |                            |                            |                            |                            |
|  | 14 mars 2009, Port Moresby | 14 mars 2009, Port Moresby | 14 mars 2009, Port Moresby | 14 mars 2009, Port Moresby |                               |  | 28 mars 2009, Port Moresby | 28 mars 2009, Port Moresby | 28 mars 2009, Port Moresby | 28 mars 2009, Port Moresby |
|  | PRK Hekari South United    | PRK Hekari South United    | 1                          | 1                          |                               |  | 28 mars 2009, Port Moresby | 28 mars 2009, Port Moresby | 28 mars 2009, Port Moresby | 28 mars 2009, Port Moresby |
|  | PRK Hekari South United    | PRK Hekari South United    | 1                          | 1                          |                               |  | 28 mars 2009, Port Moresby | 28 mars 2009, Port Moresby | 28 mars 2009, Port Moresby | 28 mars 2009, Port Moresby |
|  | Welgris Highlanders FC     | Welgris Highlanders FC     | 0                          | 0                          |                               |  | 28 mars 2009, Port Moresby | 28 mars 2009, Port Moresby | 28 mars 2009, Port Moresby | 28 mars 2009, Port Moresby |
|  | Welgris Highlanders FC     | Welgris Highlanders FC     | 0                          | 0                          | PRK Hekari South United       |  |                            |                            |                            |                            |
|  | 14 mars 2009, Port Moresby |                            |                            |                            |                               |  |                            |                            |                            |                            |
|  |                            |                            | CMSS Rapatona Tigers FC    |                            |                               |  |                            |                            |                            |                            |
|  | University-Inter FC        | University-Inter FC        | 1                          | 1                          |                               |  |                            |                            |                            |                            |
|  | University-Inter FC        | University-Inter FC        | 1                          | 1                          |                               |  |                            |                            |                            |                            |
|  | CMSS Rapatona Tigers FC    | CMSS Rapatona Tigers FC    | 2                          | 2                          |                               |  |                            |                            |                            |                            |
|  | CMSS Rapatona Tigers FC    | CMSS Rapatona Tigers FC    | 2                          | 2                          | Match pour la troisième place |  |                            |                            |                            |                            |
|  |                            |                            |                            |                            |                               |  |                            |                            |                            |                            |
|  | 28 mars 2009, Port Moresby |                            |                            |                            |                               |  |                            |                            |                            |                            |
|  | University-Inter FC        |                            |                            |                            |                               |  |                            |                            |                            |                            |
|  |                            |                            |                            |                            |                               |  |                            |                            |                            |                            |
|  | Welgris Highlanders FC     |                            |                            |                            |                               |  |                            |                            |                            |                            |
|  |                            |                            |                            |                            |                               |  |                            |                            |                            |                            |

- Les finales, prévues initialement le 21 mars, sont reportées au 28 mars, puis finalement annulées. En accord avec leur adversaire, le CMSS Rapatona Tigers FC, le club de PRK Hekari South United est déclaré champion et obtient sa qualification pour la Ligue des champions de l'OFC 2009-2010.

## Bilan de la saison
| Championnat de Papouasie-Nouvelle-Guinée de football 2008-2009 |                                    |
| Champion                                                       | PRK Hekari South United (3e titre) |
| Coupes et trophées                                             |                                    |
| Vainqueur de la Coupe de Papouasie-Nouvelle-Guinée 2008-2009   | Non disputée                       |
| Qualifications continentales                                   |                                    |
| Ligue des champions de l'OFC 2009-2010                         | PRK Hekari South United            |
| Promotions et relégations                                      |                                    |
| Promus en National Soccer League                               | Aucun                              |
| Relégués                                                       | Aucun                              |